# 雷蒂科韋
48°1′0″N 39°33′56″E / 48.01667°N 39.56556°E
雷蒂科韋（羅馬化：Rytykove）是位於烏克蘭東部盧甘斯克州多夫然斯克區多夫然斯克市鎮的村莊。該村始建於1955年，面積9.4平方公里，海拔高度247米，2001年人口96，人口密度每平方公里10.2人。